# Рисенко Віктор Миколайович
Віктор Миколайович Рисенко (1996—2023) — сержант збройних сил України, учасник російсько-української війни.

## Життєпис
Народився 24 квітня 1996 року в селищі Липова Долина Сумської області.
В 2016 році проходив службу в навчальній механізованій роті на посаді командир відділення.
Під час повномасштабної війни проходив службу у складі 77-ї аеромобільної бригади.
Загинув 18 січня 2023 року внаслідок артилерійського обстрілу поблизу міста Соледар Донецької обл.

## Нагороди
- Орден «За мужність» III ступеня[1].